# Ketsegängske

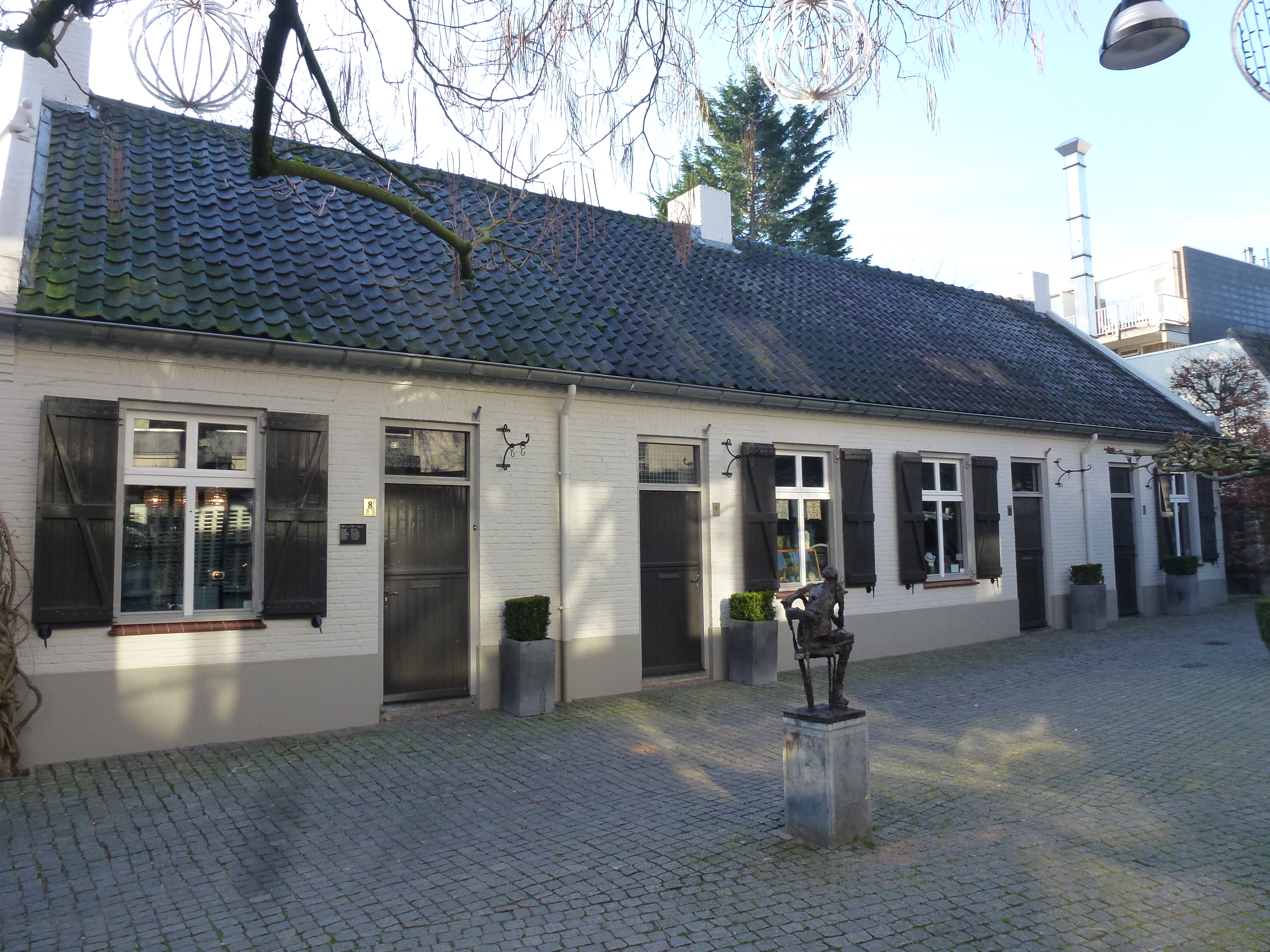
Ketsegängske 2-8 in Helmond

Het Ketsegängske in Helmond is een steeg. Deze verbindt de Markt met de Noord-Koninginnewal. De naam komt waarschijnlijk van Jan Kets die hier in 1837 heeft gewoond. 
De oude arbeidershuisjes uit 1869 die in de steeg staan zijn volledig gerenoveerd en herbergden vooral speciale ateliers. Deze arbeidershuisjes worden nu als woningen verhuurd.